# Trachylepis striata
Trachylepis striata là một loài thằn lằn trong họ Scincidae. Loài này được Peters mô tả khoa học đầu tiên năm 1844.

## Hình ảnh

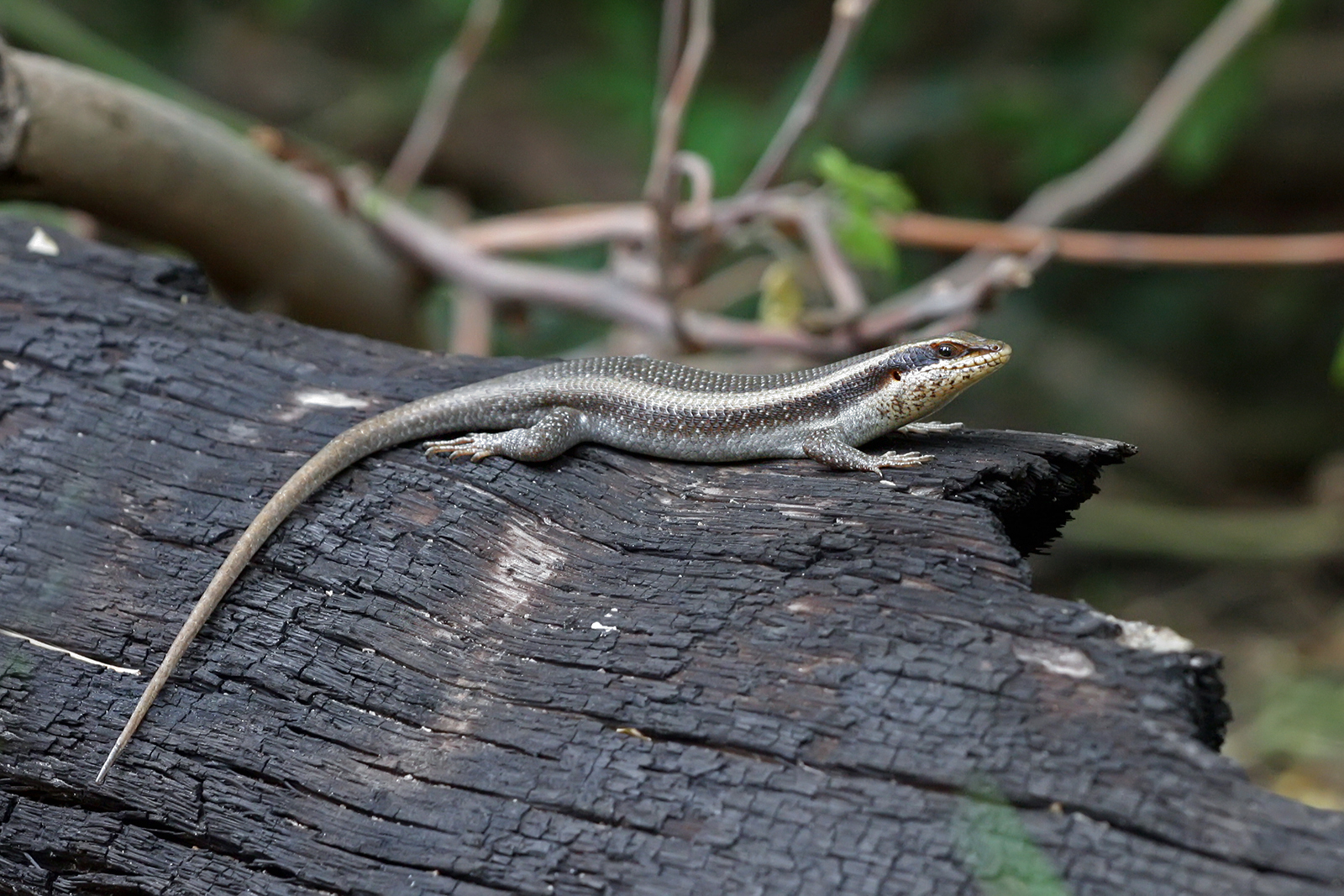
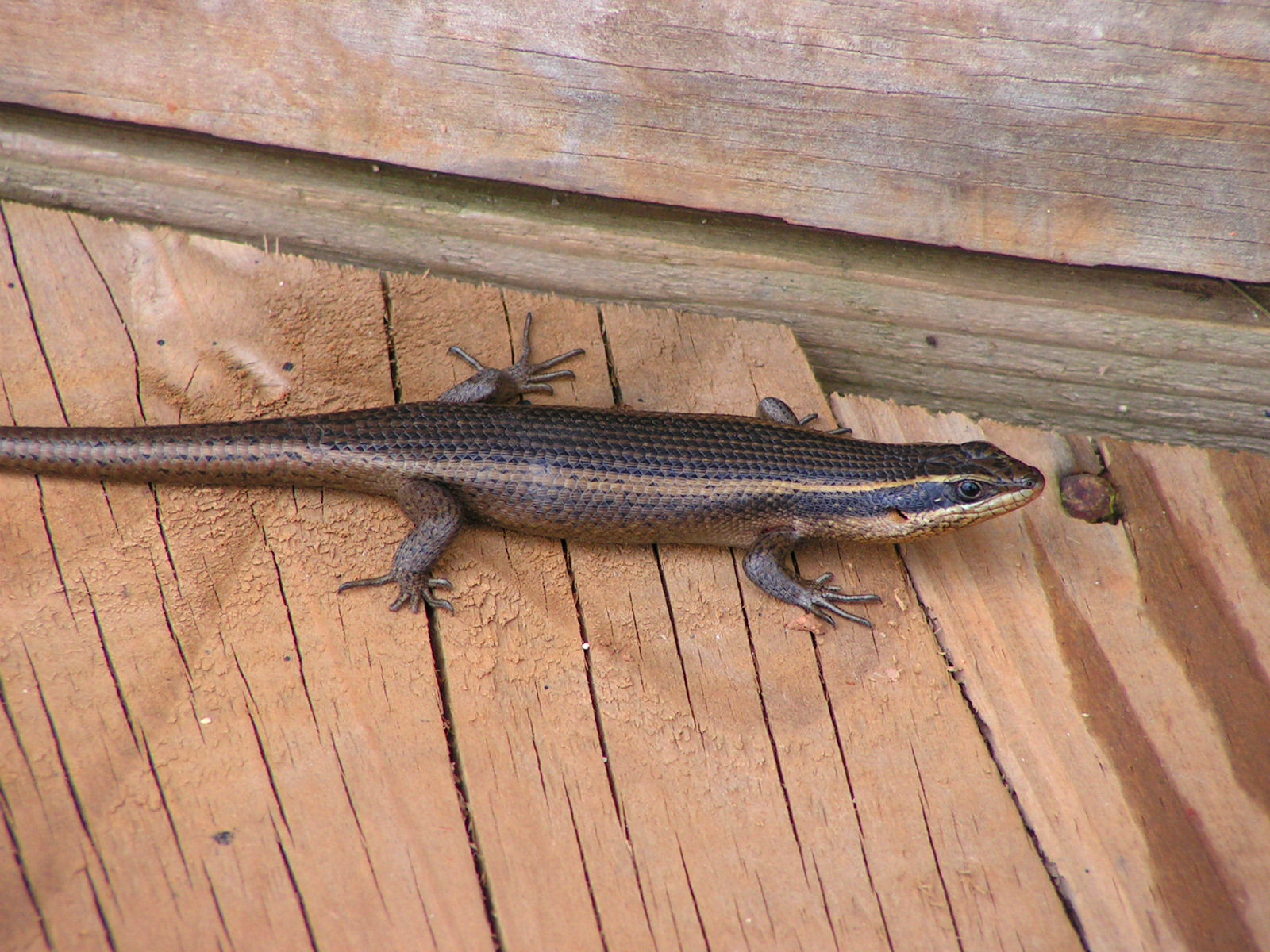
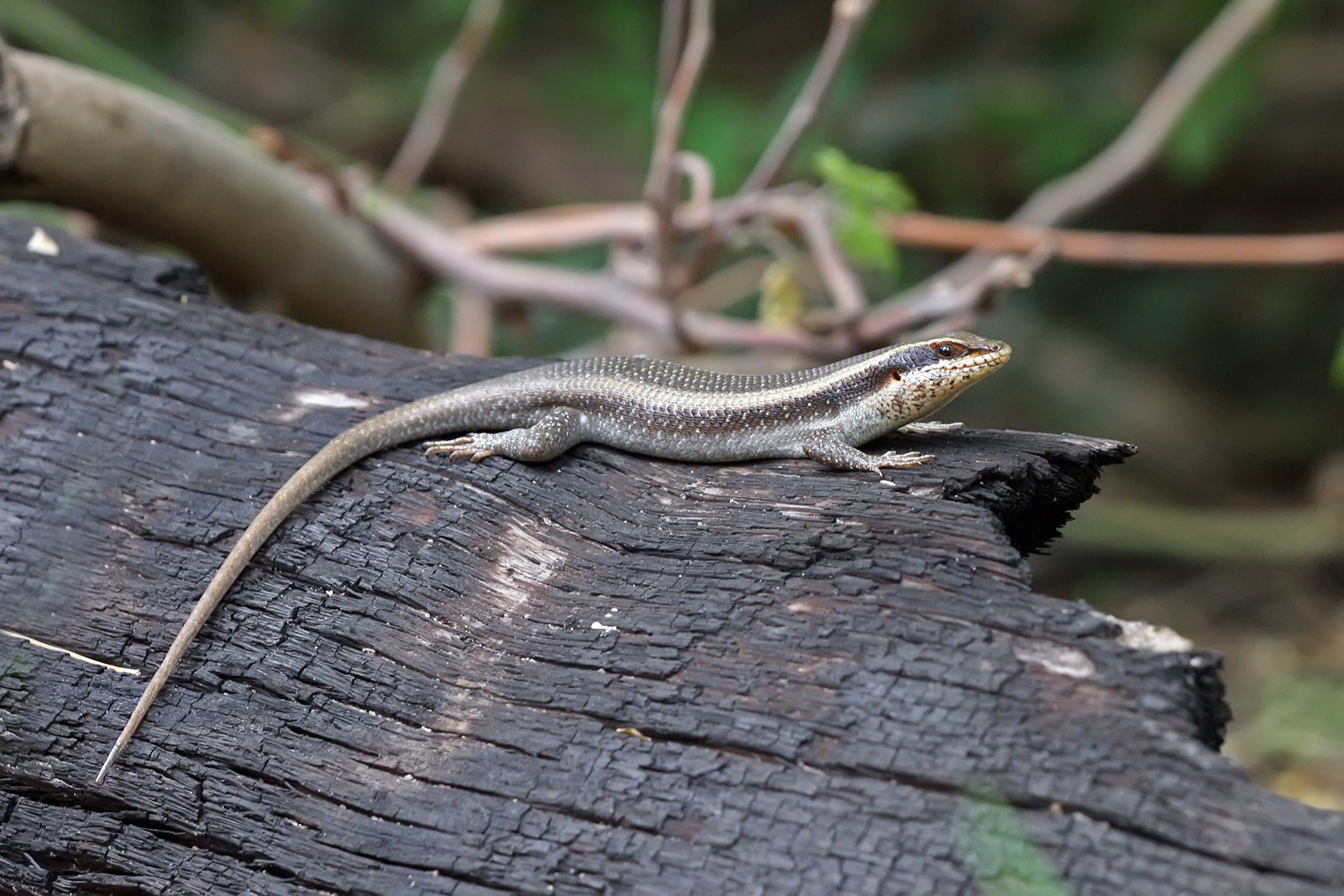